# Vía verde del Serpis
La vía verde del Serpis es una futura vía verde que aprovecha el itinerario del antiguo tren Alcoy-Gandía, que en el año 1969 fue clausurado. La realización de esta obra está promovida por los ayuntamientos que atraviesa el recorrido. En el año 2020, la Generalidad Valenciana ha licitado el proyecto de construcción para el tramo de 28 km entre Muro de Alcoy y Villalonga.
La ruta ferroviaria tenía 53 km, con 7 túneles y 12 puentes. Se iniciaba en Alcoy y finalizaba en el puerto de Gandía, atravesando las comarcas de Hoya de Alcoy, Condado de Cocentaina y la Safor. Comunicaba el parque natural de la Sierra de Mariola con el Mar Mediterráneo y, en gran parte de su recorrido, se situaba a la orilla del río Serpis.

## Referencias

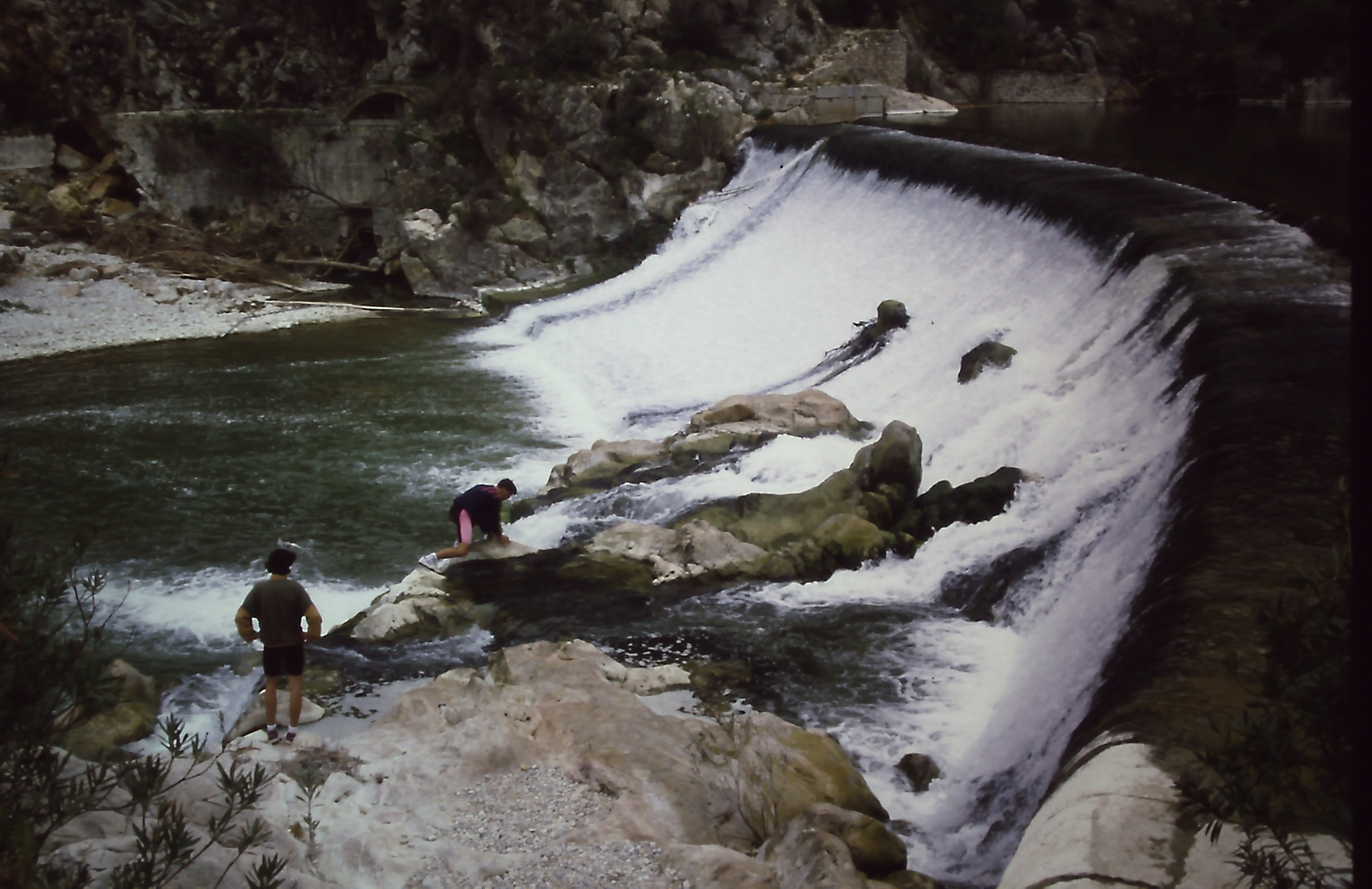
Azud en el río Serpis

## Historia

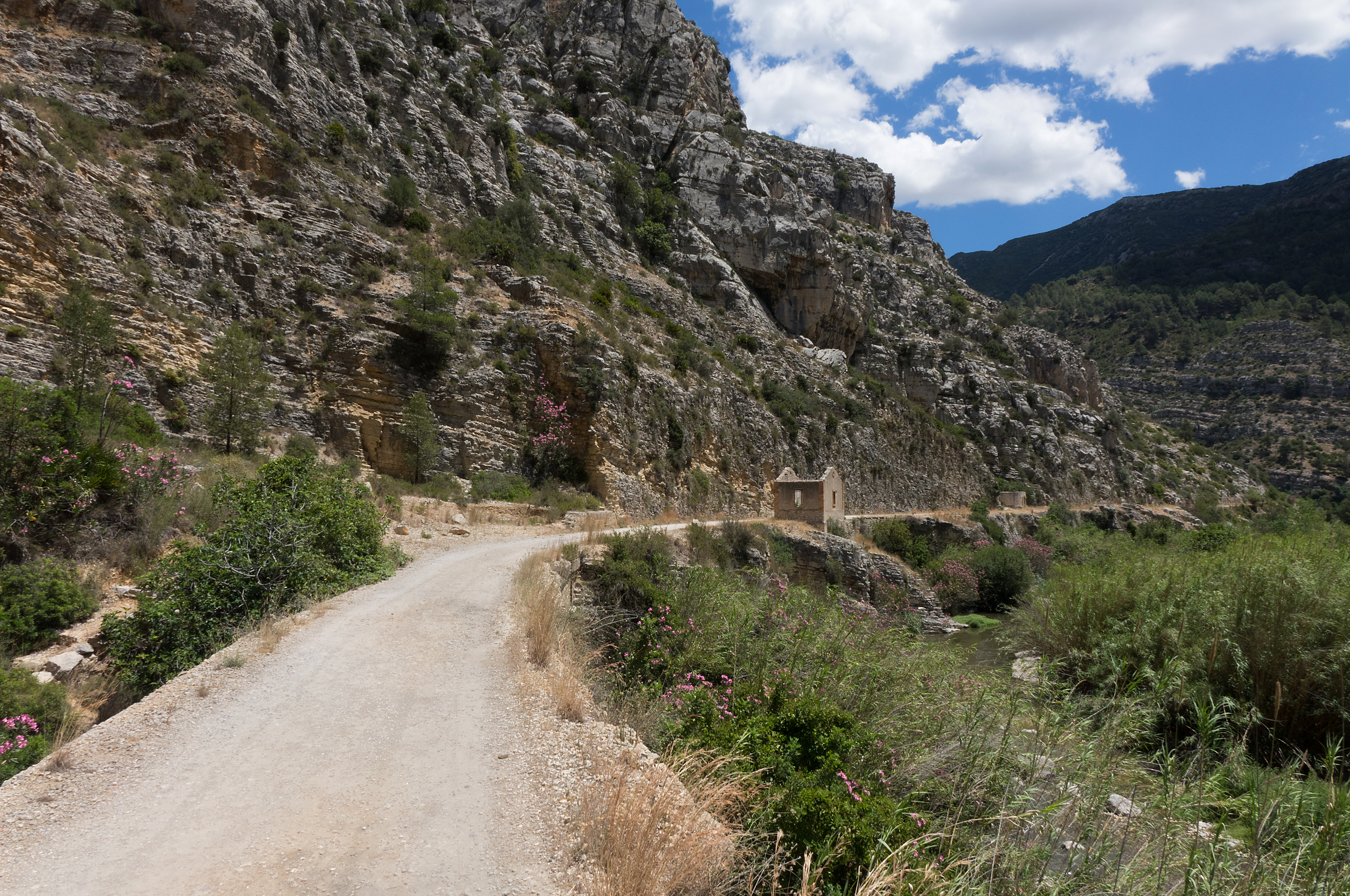
Casilla y depósito de agua en el
Barranco del Infierno

La compañía británica The Alcoy and Gandia Railway and Harbour Company Limited, creada en el año 1889 en Londres, fue la empresa que construyó el ferrocarril Alcoy-Gandía en 1892, aunque hasta el año siguiente no se puso en servicio con regularidad.
Su objetivo principal era transportar carbón y suministros a la industria de Alcoy y, en dirección contraria, llevar la producción de estas industrias, principalmente papel y textil, hacia el puerto de Gandía. En la década de 1950, el tráfico de pasajeros se convirtió en una parte importante del negocio, sobre todo el de visitantes a la costa para disfrutar de la playa. 
En el año 1965, la línea pasó a ser gestionada por Ferrocarriles Españoles de Vía Estrecha, FEVE. Tras un tiempo más funcionando, se clausuró el servicio definitivamente en el año 1969, desmantelándose a continuación todas las instalaciones. 

## Itinerario
El itinerario que seguía el ferrocarril pasaba por las siguientes poblaciones:
Alcoy, Cocentaina,  Muro de Alcoy, Gayanes, Beniarrés, Lorcha, Villalonga, Potríes,  Beniarjó, Almoines, Gandía y Puerto de Gandía.

## Lugares de interés
La vía verde atraviesa el Racó del Duc o Barranco del Infierno. Se trata de un impresionante desfiladero en el río Serpis entre Vilallonga y Lorcha, limitado por las sierras de la Safor y la Cuta.

## Epílogo
La vía verde del Serpis está incluida en el recorrido planificado de la ruta EuroVelo 8, que forma parte de la red de rutas ciclistas europeas de larga distancia EuroVelo.